# パーマネント・バケーション
『パーマネント・バケーション』（原題：Permanent Vacation）は、1980年のアメリカ映画。ジム・ジャームッシュ監督のデビュー作であり、卒業制作として製作された。

## ストーリー
マンハッタンのダウンタウンに住む、父親を亡くし母親は施設に入所している、10代のアリー（クリス・パーカー）は、チャーリー・パーカーの大ファンである。
アリーは眠れないままニューヨーク市の薄汚いダウンタウンをあてもなく歩き、一緒に住んでいる少女レイラのアパートにふらっと戻ってきて、狭い部屋でビー・バップのレコードをかけて踊る。
精神病院に入院中の母親を訪ね、精神障害のラテン系の女と話した後に、映画館に『バレン』を観に行く。映画館のロビーにいた黒人のジャンキーからドップラー効果についての冗談を聞く。映画館を出てからは、サックス・プレイヤー（ジョン・ルーリー）が即興で美しい演奏を聴かせてくれる。
屋上で目が覚めて、下を眺めるとお気に入りのツートンカラーの車が停まっている。郵便ポストで郵便を入れた女性の車を盗んで、闇で売って800ドルを手に入れる。
アリーは荷物を積めはじめ、港へ。ニューヨークにやってきたフランスの青年と交差するように、パリに行くための船に乗る。

## キャスト
- アリー（アロイシユス・クリストファー・パーカー） - 問題を抱えたヒップスター : クリス・パーカー
- 退役軍人 : リチャード・ボーズ
- 母 : ルース・ボルトン
- 看護師 : サラ・ドライバー
- ラテン系の女の子 : マリア・デュバル
- ロビーの男性 : フランキー・フェイソン
- 看護師 : ジェーン・ファイア
- 車に乗った少女 : スザンヌ・フレッチャー
- レイラ : レイラ・ガスティル
- フランス人旅行者 : クリス・アメオン
- サックス奏者 : ジョン・ルーリー
- カーフェンス : エリック・ミッチェル
- ポップコーンガール : リサ・ローゼン
- 郵便受けの女性 : フェリーチェ・ロッサー
- 患者 : エヴリン・スミス
- 患者 : チャーリー・スペードマン

## 製作
ジム・ジャームッシュが、ニューヨーク大学の大学院映画学科の卒業制作として16mmフィルムで撮った製作費は12,000ドルの低予算だが、製作費に授業料や奨学金をつぎこんで大学院を卒業できなかった。